# 공주 옥녀봉성
공주 옥녀봉성(公州 玉女峰城)은 대한민국 충청남도 공주시 옥룡동에 있는 백제의 성이다. 1995년 10월 7일 충청남도의 기념물 제99호로 지정되었다.

## 개요
충청남도 공주시 공산성 동남쪽에 있는 해발 60m의 옥녀봉 정상을 흙으로 둘러쌓은 테뫼식 토성이다.
성의 길이는 약 870m정도이지만 대부분 붕괴되어 원형을 알 수 있는 부분이 많지 않다. 현재 남아있는 북쪽벽은 높이 2m, 안쪽의 높이 0.7m, 윗면의 너비 2m정도이다. 남쪽벽은 거의 남아있지 않으며 서쪽벽은 공산성과 이어지고 있다.
전체 평면은 장방형이나 타원형에 가까운 형태로 자연지형을 최대한 이용하여 실제 높이보다 훨씬 높은 효과를 얻고 있다. 성안에서는 백제 토기조각, 기와조각들이 발견되어 건물이 있었던 것으로 짐작된다.
성에 오르면 동쪽으로 공주-논산간 국도가 보이며, 서쪽은 공산성에 막혀 앞이 보이지 않고 북으로는 금강이 보인다. 성의 위치, 성안에서 발견된 유물, 성벽의 축조방법들로 보아 공산성에 딸린 보조산성의 성격이 강했던 것으로 여겨진다.

## 참고 자료
- 공주 옥녀봉성 - 국가유산청 국가유산포털